# Habenaria ankylocentron
Habenaria ankylocentron là một loài thực vật có hoa trong họ Lan. Loài này được Schuit. & J.J.Verm. mô tả khoa học đầu tiên năm 2008.